# Санкт-Петербургский театр комедии имени Н. П. Акимова
Санкт-Петербургский академический театр Комедии имени Н. П. Акимова — академический театр, получивший славу и достигший наибольшего расцвета при руководстве Николая Павловича Акимова. Официальная дата основания — 1 октября 1929 года. Современное название носит с 1989 года.

## История

### До революции
Театральный зал на втором этаже дома купцов Елисеевых (построен в 1904 году, арх. Г. В. Барановский) был всегда. С 1904 года зал сдавался в аренду различным театральным коллективам: столичному «Невскому фарсу», «Современному театру», антрепризе под управлением Валентины Лин.

### После революции
В 1929 году помещение было предоставлено созданному ещё в 1925 году Театру Сатиры, незадолго перед тем получившему статус государственного. 29 октября коллектив под руководством Давида Гутмана, в состав которого входил теа-джаз Л. Утесова, сыграл премьеру спектакля «Шулер» по пьесе Василия Шкваркина.
В 1931 году Театр Сатиры объединили с театром «Комедия», созданным в 1925 году на основе театра «Пассаж» и руководимым Степаном Надеждиным. Репертуар «Комедии» был ориентирован на индивидуальность Елены Грановской, в то время актрисы прежде всего лирико-комедийной; в театре ставились преимущественно салонные комедии, водевили и популярные в те годы эстрадные обозрения. Грановская, чьим постоянным партнером был Александр Арди, фактически и возглавила новый театр, который в течение нескольких лет именовался Ленинградским театром Сатиры и Комедии, по-прежнему ставил водевили и эстрадные обозрения, а также первые советские комедии — В. П. Катаева, В. В. Шкваркина, В. М. Киршона.

### 1935 год
К 1935 году театр потерял популярность. В управлении культуры было решено передать «самый плохой театр в Ленинграде» под руководство Николаю Акимову, в то время уже известному театральному художнику, но имевшему в своём активе только одну режиссёрскую работу — нашумевший спектакль Театра имени Вахтангова «Гамлет». В оговоренный срок — за один год — Николай Павлович согласился привести театр в порядок, в противном случае ему грозило закрытие. Никто не ожидал, но ровно через год театр будет «греметь» на весь Ленинград.

### Акимов

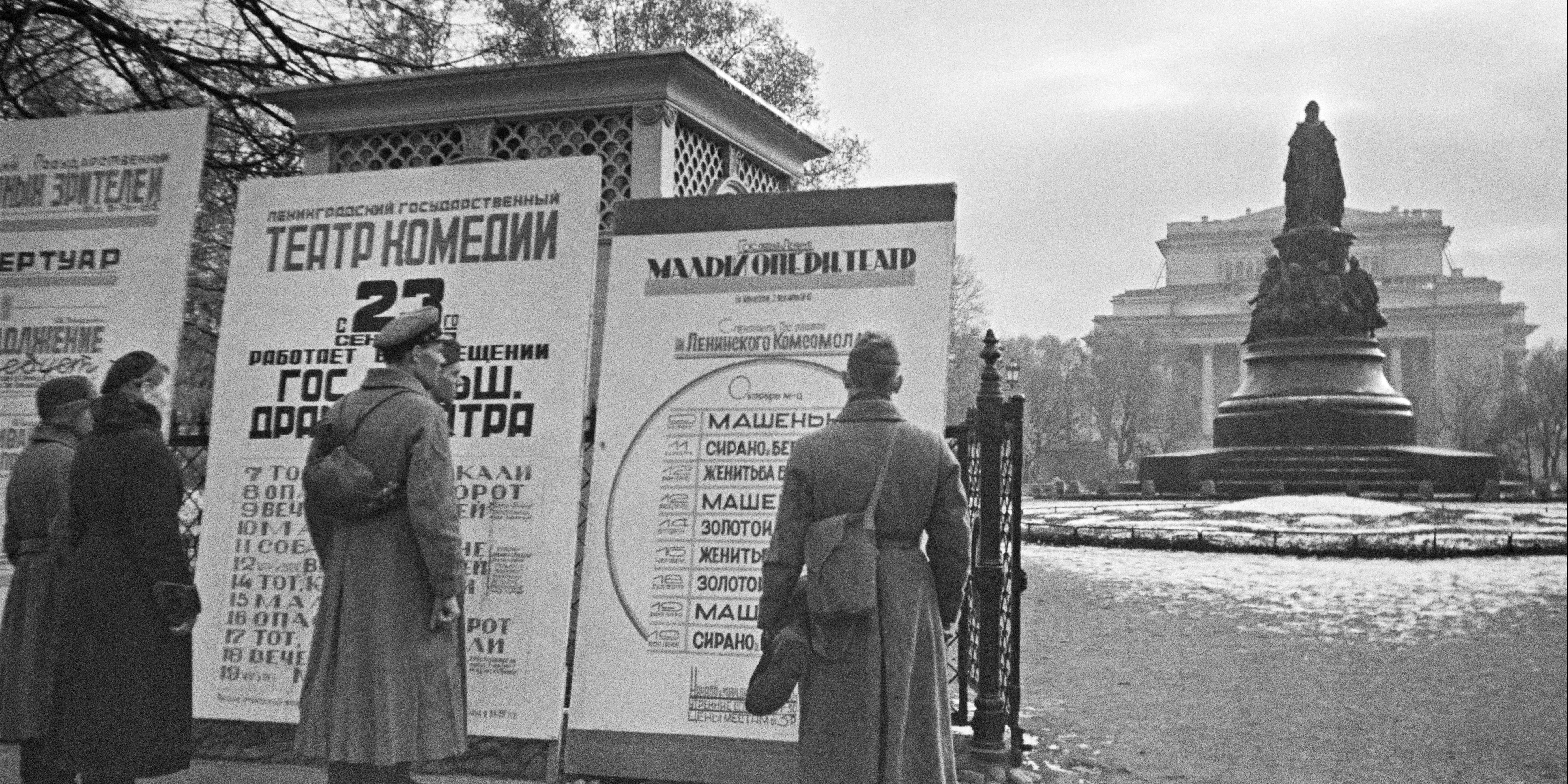
У афиши театра.
Ленинград, 26 октября 1941 года

Н. П. Акимов не боялся экспериментов. Он сформировал новую труппу: расстался с ведущей актрисой театра Грановской, отказался от услуг теа-джаза Леонида Утёсова, привёл молодых актёров, членов театральной студии «Эксперимент» (которой сам, вплоть до закрытия в 1934, и руководил). Александр Бениаминов, Лидия Сухаревская, Ирина Зарубина, Сергей Филиппов, Борис Тенин, Елена Юнгер, Татьяна Чокой — плеяда великолепных артистов стала не только лицом Театра Комедии, но и гордостью всего театрального Ленинграда.
В это же время складывался творческий союз с драматургом Евгением Шварцем: пьесы «Тень» и «Дракон», входящие в сокровищницу мировой драматургии, были написаны специально для акимовского театра. Сотрудничество с Михаилом Лозинским, переводчиком и поэтом, открывало пьесы зарубежных классиков: на сцене появились пьесы в превосходных, точных переводах — «Собака на сене» и «Валенсианская вдова» де Веги, «Двенадцатая ночь» Шекспира, «Школа злословия» Шеридана.
Слово «Комедия» в названии театра в этот период стало писаться с заглавной буквы — акимовская «К» и сейчас на фасаде театра.

### Великая Отечественная война (1941—1945)
В первый год блокады театр Комедии оставался открытым — он давал спектакли в помещении Большого драматического театра — единственного, в котором имелись бомбоубежища. Там же и поселились труппа театра с семьями, руководство, сам Николай Павлович Акимов. 30 артистов ушли на фронт. Только в декабре 1941 года Акимов смог получить разрешение на эвакуацию. Там, в Сталинабаде (ныне — Душанбе), в годы Великой Отечественной войны театр выпустил 16 премьер.

### 1949—1956
В 1949 году за «формализм в искусстве» и «западничество» Акимов был отстранён от руководства театром. С шоком, который пережил театр, справились не сразу: посещаемость театра упала почти до нуля, театр снова оказался на грани закрытия.

### Акимов в 1956—1968
Долгожданное возвращение режиссёра состоялось в 1956 году и ознаменовалось постановкой «Обыкновенного чуда» Е. Шварца. Вместе с Акимовым в театре появилась молодежь — новые «акимовцы» — Вера Карпова, Инна Ульянова, Валерий Никитенко, Борис Улитин, Лев Милиндер, Светлана Карпинская, Ольга Антонова и другие — они надолго закрепили славу театра на просторах Петербурга и России. В 1967 году театр получил звание «академический».
На гастролях 1968 года в Москве режиссёр умер.

### После Акимова

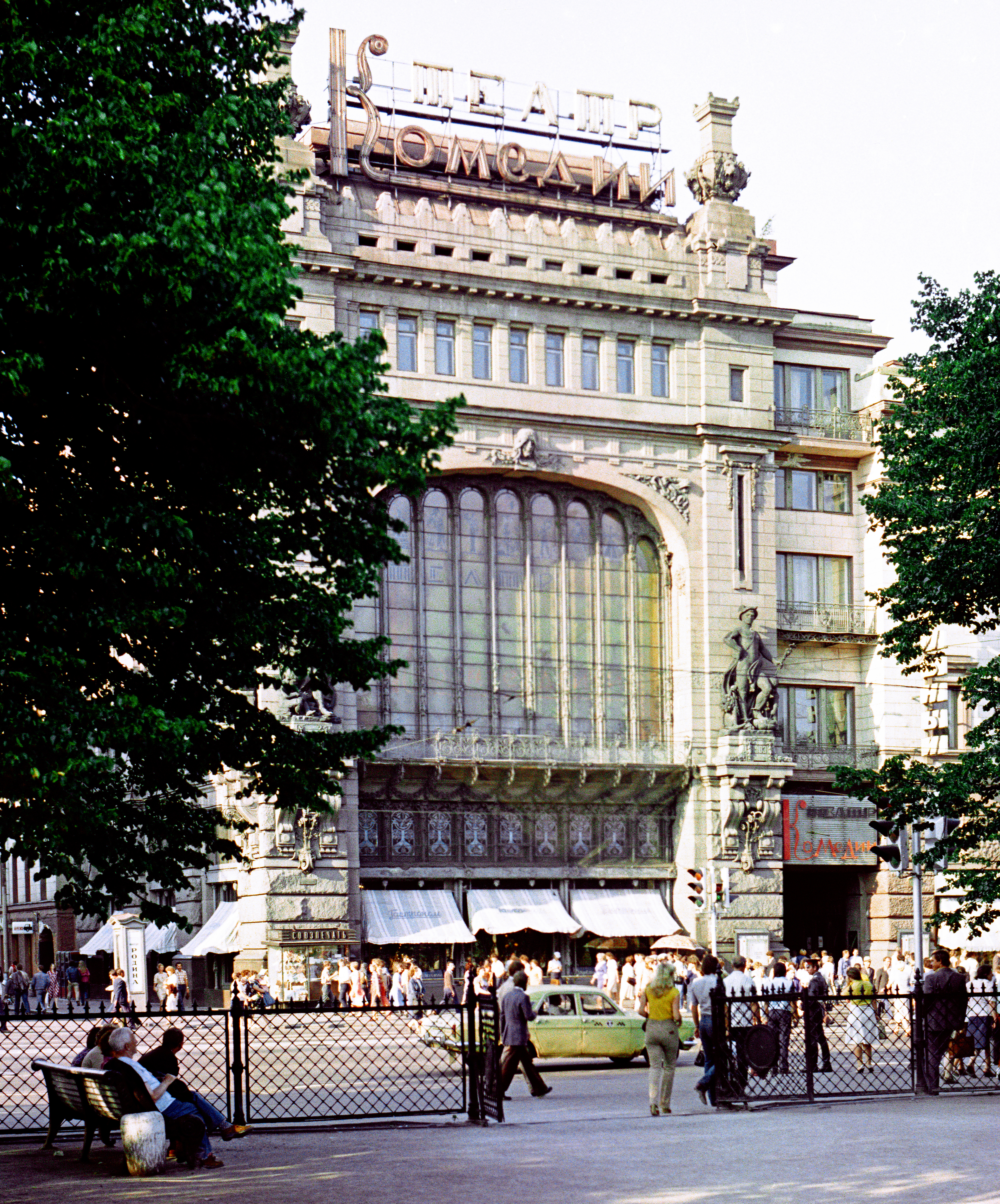
1984 год

В 1970 труппу возглавил Вадим Голиков. Самые заметные работы режиссёра: «Село Степанчиково и его обитатели» по Ф. Достоевскому, «Сослуживцы» Э. Брагинского и Э. Рязанова, «Тележка с яблоками» Б. Шоу.
С 1977 по 1981 год художественное руководство театром Комедии осуществлял Пётр Фоменко, оставив большой след в истории театра, запомнившись замечательными постановками: «Этот милый старый дом» А. Арбузова, «Старый Новый год» М. Рощина, «Тёркин-Тёркин» по А. Твардовскому.
С 1981 года, после ухода Фоменко, его место занял Юрий Аксёнов, без малого 20 лет проработавший рядом с Георгием Товстоноговым в Большом драматическом театре. При нём в труппу приняты блестящие артисты Михаил Светин, Игорь Дмитриев, Александр Демьяненко, Анатолий Равикович и Ирина Мазуркевич. С 1986 года театр носит имя прославившего его Н. П. Акимова.
В 1991—1995 годах художественным руководителем театра был кинорежиссёр Дмитрий Астрахан.

## Настоящее
В 1995 году театр возглавила Т.С. Казакова.
Летом 2008 года помещения Театра комедии закрыли на капитальный ремонт, первый более чем за шестьдесят лет. В ходе «выборочного капитального ремонта большого зала с элементами реставрации», выполненного по проекту НИИ «Спецпроектреставрация», сцена была существенно расширена и преобразована. Уровень пола в зрительном зале был поднят для улучшения обзора сцены, заменены зрительские кресла. После ремонта театр открыли 21 марта 2009 года легендарным спектаклем «Тень» по пьесе Евгения Шварца.

Мемориальная доска в память об Н. П. Акимове.
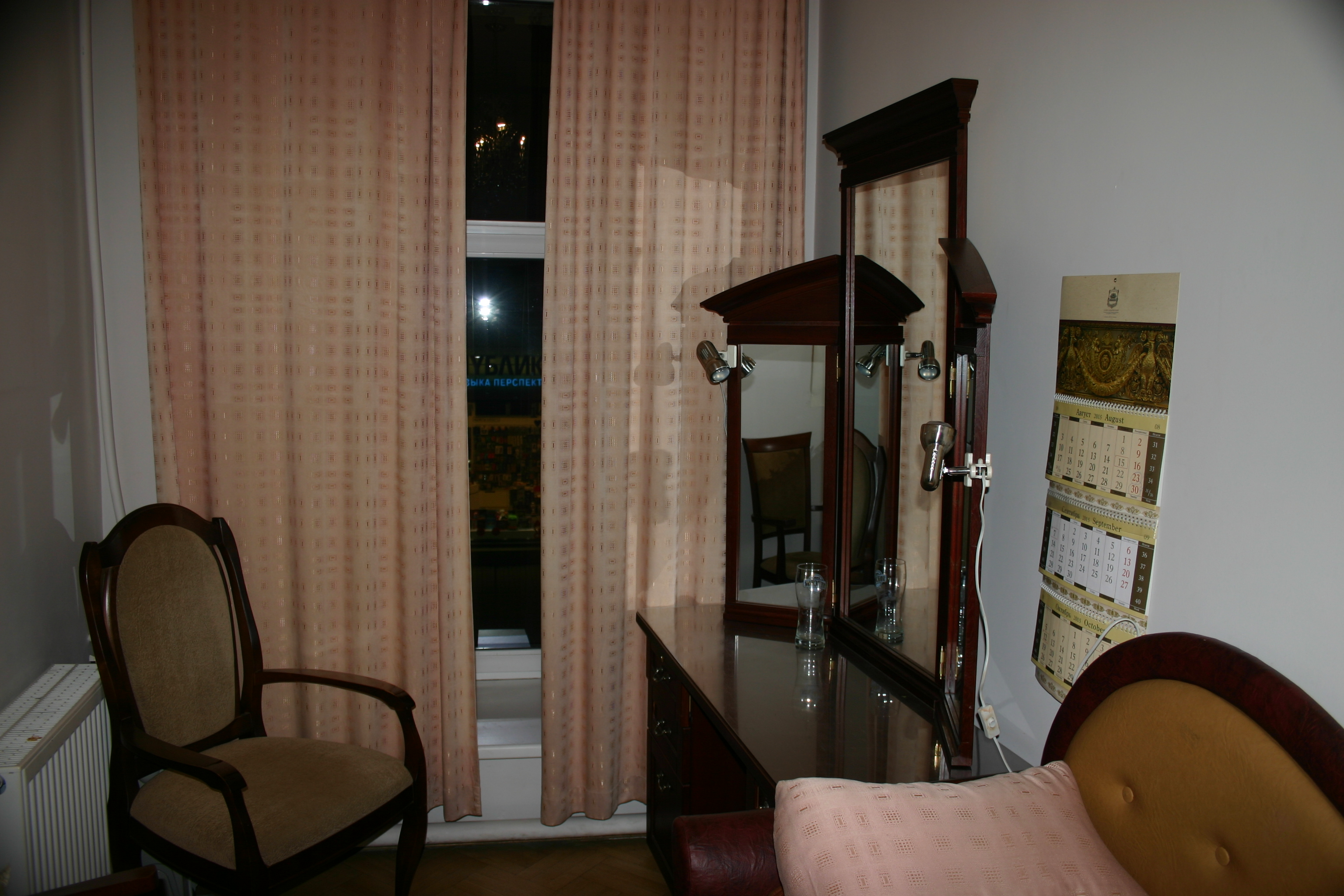
Гримуборная, посмертно закреплённая за М. С. Светиным.
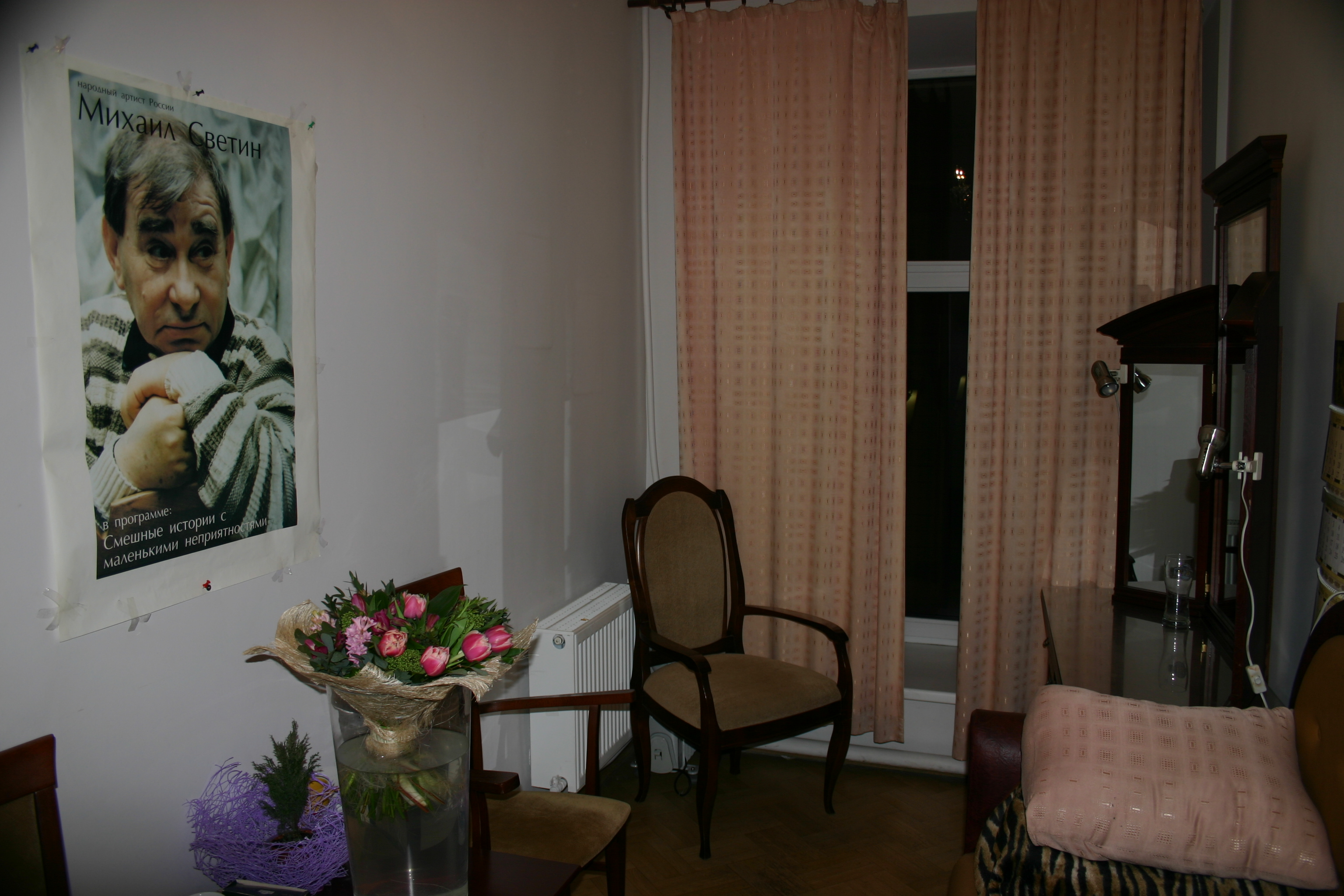
Гримуборная, посмертно закреплённая за М. С. Светиным.

## Репертуар

### Постановки прошлых лет
- «Шулер» В. В. Шкваркина (1929)

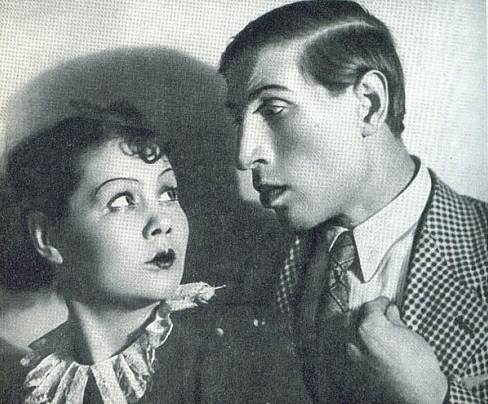
Сергей Филиппов
в спектакле «Страшный суд», 1939 год

- «Республика на колёсах» А. Мамонтова (1929)
- «Квадратура круга» В. П. Катаева (1930)
- «Универмаг» В. П. Катаева (1930)
- «Чужой ребенок» В. В. Шкваркина (1933)
- «Дорога цветов» В. П. Катаева (1934)
- «Чудесный сплав» В. Киршона (1934)
- «Шестеро любимых» А. Арбузова (1935)
- «Моё преступление» Л. Вернейля (1935), Реж. М. Терешкович
- «Свадьба» В. Симукова (1936), Реж. А. Ремизова
- «Большая семья» К. Финна (1936), Реж. Р. Корф
- «Собака на сене» Лопе де Вега (1936), Реж. Николай Акимов
- «Весенний смотр» В. В. Шкваркина (1937), Реж.: С. Юткевич, Хеся Локшина
- «Терентий Иванович» Ю. Свирина (1937), Реж. Николай Акимов
- «Школа злословия» Р. Шеридана (1937), Реж. Николай Акимов
- «В понедельник в 8» Э. Фербер, Д. Кауфмана (1937), Реж. Р. Корф, художник — Николай Акимов
- «Сын народа» Юрия Германа (1938), Реж. Эраст Гарин
- «Простая девушка» В. В. Шкваркина (1938 и 1956), Реж. Эраст Гарин
- «Двенадцатая ночь» Шекспира (1938), Реж. Николай Акимов
- «Опасный поворот» Дж. Пристли (1939), Реж. Г. М. Козинцев, художник — Николай Акимов
- «Страшный суд» В. В. Шкваркина (1939), Реж.: Николай Акимов, П. Суханов
- «Валенсианская вдова» Лопе де Вега (1939), Реж. Николай Акимов
- «Скончался господин Пик» Ш. Пейре-Шапюи (1940), Реж.: Николай Акимов, И. Ханзель
- «Станция Шамбодэ» Э. Лабиша (1940), Реж. Э. Гаккель
- «Тень» Евгения Шварца (1940 и 1960), Реж. Николай Акимов
- «Малыш» Ж. Летраза (1941), Реж.
- «Неравный брак» братьев Тур (1941), Реж. П. Суханов
- «Малютка Бланш» Э. Лабиша (1941), Реж.: Николай Акимов, И. Ханзель, П. Суханов
- «Питомцы славы» А. Гладкова (1941), Реж. Николай Акимов
- «Актриса» А. Файко (1942), Реж. Николай Акимов
- «Похищение Елены» Л. Вернейля (1942), Реж. Николай Акимов
- «Братишка» В. Дыховичного (1943), Реж. П. Суханов
- «Не всё коту масленица» А. Островского (1943), Реж. П. Суханов
- «Дракон» Е. Л. Шварца (1944 и 1962), Реж. Николай Акимов
- «День рождения» братьев Тур (1945), Реж. Б. Филиппов
- «Лев Гурыч Синичкин» А. Бонди (по Д. Ленскому) (1945), Реж. Николай Акимов
- «На всякого мудреца довольно простоты» А. Островского (1946), Реж. Б. Зон
- «Обыкновенный человек» Л. Леонова (1946), Реж. П. Вейсбрем, художник — Николай Акимов
- «Старые друзья» Л. Малюгина (1946), Режиссёр и художник — Николай Акимов
- «Смех и слёзы» Сергея Михалкова (1947), Реж. Николай Акимов
- «Русский вопрос» К. Симонова (1947), Реж. А. Ремизова, художник — Николай Акимов
- «Остров мира» Евгения Петрова (1947), Режиссёр и художник — Николай Акимов
- «О друзьях-товарищах» В. Масса и М. Червинского (1947)
- «Встреча с юностью» А. Арбузова (1947)
- «Вас вызывает Таймыр» А. Галича, К. Исаева (1948), Реж. Эраст Гарин
- «Воскресный визит» Г. Флоринского (1948), Реж. И. Ханзель
- «Московский характер» А. Сафронова (1948), Реж. Эраст Гарин
- «Софья Ковалевская» бр. Тур (1948)
- «Миссурийский вальс» Н. Погодина (1949), Реж.: А. Ремизова, П. Суханов
- «Трудовой хлеб» Островского (1950), Реж. Г. Флоринский
- «Молодость» Л. Зорина (1950), Реж. Б. Дмоховский
- «Летний день» Ц. Солодаря (1950), Реж. А. Тутышкин
- «Потерянный дом» С. Михалкова (1950), Реж. Н. Рашевская
- «Добрый город» по Г. Гулиа (1950), Реж. А. Тутышкин
- «Поют жаворонки» К. Крапивы (1950), Реж. А. Винер
- «Бешеные деньги» Островского (1950), Реж.: М. Гершт, А. Бурлаченко
- «Дон Жуан» Мольера (1950), Реж. Н. Рашевская
- «За здоровье молодых» В. Поташева (1951), Реж. Г. Флоринский
- «Женихи» А. Токаева (1951), Реж. Т. Сукова
- «Рассвет над Москвой» А. Сурова (1951), Реж. Л. Вивьен
- «Честь смолоду» А. Первенцева (1951), Реж. А. Белинский
- «Волки и овцы» Островского (1951), Реж. Ю. Юрский
- «Мёртвые души» Н. В. Гоголя (1952), Реж. М. Чежегов
- «Новые времена» Г. Мдивани (1952), Реж. В. Познанский
- «Безумный день, или Женитьба Фигаро» Бомарше (1952), Реж. А. Тутышкин
- «Потерянное письмо» Караджале (1952), Реж.: Ю. Юрский, Г. Флоринский
- «Полковник Фостер признаёт себя виновным» Р. Вайяна (1952), Реж.: В. Познанский, Ю. Юрский
- «Гибель Помпеева» Н. Вирты (1953), Реж. Ю. Юрский
- «Месяц в деревне» Тургенева (1953), Реж. Л. Вивьен
- «Раки» С. Михалкова (1953), Реж.: В. Познанский, И. Ханзель
- «Судья в ловушке» Г. Фильдинга (1953), Реж. А. Музиль
- «Сын Рыбакова» В. Гусева (1953), Реж. Л. Рудник
- «Господин Дюруа» И. Прута (по роману «Милый друг» Г. де Мопассана) (1953), Реж.: Ю. Юрский, И. Ханзель
- «Разбитое сердце» К. Минца, Е. Помещикова (1954), Реж. Г. Флоринский
- «Вишневый сад» А. П. Чехова (1954), Реж. М. Чежегов
- «Путешествие в Скарборо» Шеридана (1954), Реж. Ю. Юрский
- «Помпадуры и помпадурши» по Салтыкову-Щедрину (1954), Реж.: Георгий Товстоногов, И. Ханзель. Художник — С. Мандель
- «Воскресенье в понедельник» В. Дыховичного, М. Слободского (1955), Реж. Георгий Товстоногов
- «Заморские гости» Л. Шейнина (1955), Реж. И. Ханзель
- «Доктор» В. Нушича (1955), Реж. В. Люце
- «Дядюшкин сон» Достоевского (1955), Реж. В. Васильев
- «Чемпионы» Л. Зорина (1955), Реж. А. Пергамент
- «Не сотвори себе кумира» А. Файко (1956), Реж. Николай Акимов
- «Обыкновенное чудо» Е. Л. Шварца (1956), Реж. Николай Акимов
- «Ложь на длинных ногах» Эдуардо де Филиппо (1956), Реж. Николай Акимов
- «Профессия миссис Уоррен» Б. Шоу (1956)
- «Кресло № 16» Д. Угрюмова (1957), Реж.
- «Повесть о молодых супругах» Е. Л. Шварца (1957), Реж.: Николай Акимов, М. Чежегов
- «Деревья умирают стоя» Алехандро Касоны (1957), Реж. Николай Акимов
- «Последняя остановка» Э. М. Ремарка (1957), Реж. И. Ханзель
- «Мирные люди» В. Шкваркина (1957), Реж.
- «Что скажут завтра?» Д. Аля, Л. Ракова (1958), Реж. П. Суханов
- «Призраки» Эдуардо Де Филиппо (1958), Реж. Николай Акимов
- «Дипломаты» П. Карваша (1958), Реж. Николай Акимов
- «Мы тоже не ангелы» Клары Фехер (1958), Реж. Н. Лившиц
- «Ревизор» Н. В. Гоголя (1958), Реж. Николай Акимов
- «Пёстрые рассказы» А. П. Чехова (1959), Реж. Николай Акимов
- «Лабиринт» П. Леви (1960)
- «Тень» Евгения Шварца (1960 г., 2 ред.-я), Реж. Николай Акимов
- «Шаги на рассвете» Л. Лиходеева (1961), Реж. Николай Акимов
- «Милый обманщик» Д. Килти (1961), Реж. Николай Акимов
- «Опаснее врага» Д. Аля, Л. Ракова (1961), Реж. Николай Акимов
- «Чемодан с наклейками» Д. Угрюмова (1961), Реж. Николай Акимов
- «Ищу незнакомку» Г. Мироновой (1962), Реж. Николай Акимов
- «Физики» Ф. Дюрренматта (1962), Реж. Н. Лившиц
- «Автор неизвестен» П. Тура (1963), Реж. Николай Акимов
- «После двенадцати» В. Константинова, Б. Рацера (1963)
- «Дон Жуан» Д. Байрона (1963), Реж. Николай Акимов
- «Мост и скрипка» И. Дворецкого (1964), Реж. Николай Акимов
- «Зелёный кузнечкик» С. Михалкова (1964), Реж. Николай Акимов
- «Дело» А. Сухово-Кобылина (1964), Реж. Николай Акимов
- «Двенадцатая ночь» Шекспира (1964 г., 2 ред.-я), Реж. Николай Акимов
- «Гусиное перо» С. Лунгина, И. Нусинова (1965), Реж.: Николай Акимов, В. Цуцульковский
- «Жаворонок» Жана Ануя (1965), Реж. А. Кириллов
- «Свадьба на всю Европу» А. Арканова, Г. Горина (1966), Реж. Н. Лившиц
- «Искусство комедии» Эдуардо Де Филиппо (1966), Реж. Николай Акимов
- 1972 — «Этот милый старый дом» А. Н. Арбузова
- 1973 — «Троянской войны не будет» Ж. Жироду
- 1974 — «Старый Новый год» М. М. Рощина
- 1974 — «Родственники» Э. В. Брагинского и Э. А. Рязанова
- 1975 — «Мизантроп» Мольера
- 1975 — «Муза» Г. М. Никитина
- 1978 — «Лес» А. Н. Островского
- 1978 — «Пассаж в пассаже» С. В. Михалкова по Ф. М. Достоевскому
- 1978 — «Опасно для жизни» А. Антохина.
- 1979 — «Свадьба. Юбилей» по А. П. Чехову
- 1979 — «Добро, ладно, хорошо» В. И. Белова
- 1980 — «Измена» Л. Г. Зорина
- 1980 — «Тёркин-Тёркин» А. Т. Твардовского
- 1981 — «Сказка Арденского леса» Ю. Ч. Кима по мотивам пьесы У. Шекспира «Как вам это понравится»

## Труппа театра

### «Акимовцы» — звёздная труппа Н. Акимова
- Аросева, Ольга Александровна (1946—1950)
- Бениаминов, Александр Давидович (1941, 1946—1978)
- Бонди, Алексей Михайлович
- Воропаев, Геннадий Иванович (1959—2001)
- Гарин, Эраст Павлович (1936—1950)
- Гошева, Ирина Прокофьевна (1935—1940)
- Демьяненко, Александр Сергеевич (1984—1999)
- Зарубина, Ирина Петровна (1935—1976)
- Карпинская, Светлана Алексеевна (1963—2017)
- Колесов, Лев Константинович (1940—1974)
- Лемке, Лев Исаакович (1962—1996)
- Лецкий, Жозеф Николаевич
- Милиндер, Лев Максович (1954—2005)
- Панков, Павел Петрович (1956—1964)
- Светин, Михаил Семёнович (1980—2015)
- Суханов, Павел Михайлович (1936—1974)
- Сухаревская, Лидия Петровна (1933—1944)
- Тейх, Георгий Николаевич (1962—1968)
- Тенин, Борис Михайлович
- Трофимов, Николай Николаевич (1946—1963)
- Труханов, Владимир Никитич (1947—2012)
- Уварова, Елизавета Александровна (1944—1977)
- Ульянова, Инна Ивановна (1957—1963)
- Филиппов, Сергей Николаевич
- Чобур, Вольдемар Янович (1954—1964)
- Юнгер, Елена Владимировна (1936—1999)
- Алексей Владимирович Савостьянов
- Николай Алексеевич Волков
- Анна Владимировна Сергеева
- Кира Яковлевна Гурецкая
- Иосиф Александрович Ханзель
- Владимир Викторович Усков
- Константин Михайлович Злобин
- Ольга Борисовна Порудалинская
- Людмила Александровна Люлько
- Евгений Михайлович Жаров
- Евгения Алексеевна Волкова
- Алексей Алексеевич Волков
- Глеб Андреевич Флоринский
- Татьяна Ивановна Чокой
- Леонид Ефимович Леонидов
- Тамара Сезеневская
- Иван Поляков
- Татьяна Сукова
- Олег Кононов
- Калерия Григорьевна Землеглядова
- Николай Харитонов
- Лурье, Исаак Михайлович

#### Другие "акимовцы"
- Антонова, Ольга Сергеевна (1965—2015)[6][7]
- Волкова, Ольга Владимировна (1968, 1970—1976)
- Григорьева, Ирина Ивановна (последняя актриса, принятая в труппу театра Акимовым, 1968—с.д.)
- Дрейден, Сергей Симонович (1964—1980)
- Карпова, Вера Александровна (1956—2024)
- Кузнецов, Юрий Александрович (1986-1996)
- Малкина, Лилиан Соломоновна (1972—1980)
- Никитенко, Валерий Ефремович (1962—с.д.)
- Татосов, Владимир Михайлович (1947—1963, с 1993)
- Улитин, Борис Александрович (1961—1977, с 1984)
- Тупикова, Майя

### ТруппаВадима Голикова
- Гвоздицкий, Виктор Васильевич (1971—1985)

## Награды
- Почётный диплом Законодательного Собрания Санкт-Петербурга (23 октября 2024 года) — за значительный вклад в развитие культуры и театрального искусства в Санкт-Петербурге, а также в связи с 95-летием со дня создания[8]